# Roberto Zacarías
Roberto Carlos Zacarías López (ur. 7 lutego 1972 w Caazapá) – paragwajski duchowny katolicki, biskup Canindeyú od 2024.

## Życiorys
Święcenia kapłańskie otrzymał 11 kwietnia 1999 i został inkardynowany do diecezji Ciudad del Este. Był m.in. pomocniczym sekretarzem generalnym paragwajskiej Konferencji Episkopatu, wychowawcą i ojcem duchownym krajowego seminarium w Asunción, rektorem diecezjalnego seminarium oraz wikariuszem generalnym diecezji.
10 lutego 2024 papież Franciszek mianował go biskupem ordynariuszem nowo powstałej diecezji Canindeyú. 
2 marca 2024 otrzymał święcenia biskupie w Katedrze Najświętszego Serca Jezusa w Katueté, których mu udzielił arcybiskup Asunción, kardynał Adalberto Martínez.  